# Brice Dja Djédjé
Pour les articles homonymes, voir Djédjé et DJA.
Brice Dja Djédjé, né le 23 décembre 1990 à Aboudé, est un footballeur international ivoirien évoluant au poste de défenseur. 
Il est le cousin de l'attaquant Franck Dja Djédjé.

## Biographie footballeur professionnel

### Début professionnel
Passé par le centre de formation du Paris Saint-Germain, dans la même promotion que Mamadou Sakho, il y côtoie également un autre milieu de terrain reconverti latéral droit, en la personne de Sébastien Corchia, durant la saison 2004-2005. Il passe huit saisons dans le centre de formation parisien sans jamais jouer avec l'équipe professionnel. 
Il s'engage libre avec un club tout juste promu en Ligue 2, Évian Thonon Gaillard, lors du mercato estival 2010. Il dispute son premier match professionnel le 6 août 2010 à 19 ans lors d'une victoire 2 buts à 0 contre Metz, et s'impose au poste de latéral droit avant d'être tenu quelque temps éloigné des terrains par une blessure hivernale. De retour en avril, il inscrit son premier but en Ligue 2 contre l'ESTAC le 13 mai 2011, d'une frappe enroulée des 23 mètres. Le 27 mai 2011, après une nouvelle victoire face à Metz, il est sacré champion de Ligue 2 avec son club. 
Il joue alors sa première saison en Ligue 1. Le 21 décembre 2011, il inscrit un but contre le Montpellier HSC, alors premier du championnat, sur un coup franc direct. Lors de la saison 2012-2013, le club savoyard atteint la finale de la coupe de France mais s'incline face aux Girondins de Bordeaux sur le score de trois buts à deux.

### Olympique de Marseille
Le 28 janvier 2014, il s'engage avec l'Olympique de Marseille, pour une durée de 4 ans et demi et environ 700 000 euros et en échange du transfert de Kassim Abdallah (estimé à 300 000 euros). Le 2 février suivant il joue son premier match avec l'OM contre le Toulouse Football Club en entrant en jeu à la place de Benjamin Mendy. Il est titularisé pour la première fois le 16 février suivant contre l'AS Saint-Étienne.
Arrivé comme doublure de Rod Fanni, il s'impose à son poste la saison suivante jusqu'à devenir un titulaire indiscutable dans l'équipe type de Marcelo Bielsa. Le 29 octobre 2014, il est expulsé pour comportement violent en coupe de la ligue contre le stade rennais. Le club termine à la 4e place à deux points d'une qualification en Ligue des champions.
La saison suivante, il fait ses débuts européens en participant à la Ligue Europa. Il joue son premier match continental le 1er octobre au Stade Vélodrome contre le FC Slovan Liberec. Il marque son premier but sous le maillot olympien le 20 janvier 2016 au Stade Vélodrome contre le Montpellier HSC.

### Watford Football Club
Le 21 juillet 2016, il s'engage avec Watford pour un montant avoisinant les 4 millions d'euros. Blessé au pied, il manque la préparation estivale et ne participe pas aux premières rencontres de championnat avant d'apprendre le 3 septembre qu'il ne fait pas partie des joueurs alignés par son club en Premier League. En janvier 2017 et après six mois sans jouer, il entre finalement en jeu pour son premier match au club lors d'un match de Coupe d'Angleterre.

### Racing Club de Lens
Le 11 janvier 2018, après seulement deux apparitions en FA Cup depuis son arrivée à Watford, Dja Djedjé est prêté jusqu'à la fin de la saison au Racing Club de Lens. Il y fait ses débuts en tant que titulaire lors de la rencontre opposant Brest et Lens pour le compte de la 22e journée de Ligue 2 (score final 1-1).

## Statistiques
| Saison                | Club                     | Championnat           | Championnat | Championnat | Coupe nationale | Coupe nationale | Coupe de la Ligue | Coupe de la Ligue | Compétition(s) continentale(s) | Compétition(s) continentale(s) | Compétition(s) continentale(s) | Côte d'Ivoire | Côte d'Ivoire | Total | Total |
| Saison                | Club                     | Division              | M.          | B.          | M.              | B.              | M.                | B.                | Comp.                          | M.                             | B.                             | M.            | B.            | M.    | B.    |
| 2010-2011             | Évian Thonon Gaillard FC | Ligue 2               | 18          | 1           | 1               | 0               | 2                 | 0                 | -                              | -                              | -                              | -             | -             | 21    | 1     |
| 2011-2012             | Évian Thonon Gaillard FC | Ligue 1               | 34          | 2           | 3               | 0               | -                 | -                 | -                              | -                              | -                              | -             | -             | 37    | 2     |
| 2012-2013             | Évian Thonon Gaillard FC | Ligue 1               | 27          | 1           | 4               | 1               | -                 | -                 | -                              | -                              | -                              | -             | -             | 31    | 2     |
| 2013-2014             | Évian Thonon Gaillard FC | Ligue 1               | 14          | 1           | 1               | 0               | 2                 | 0                 | -                              | -                              | -                              | 2             | 0             | 19    | 1     |
| Sous-total            | Sous-total               | Sous-total            | 93          | 5           | 9               | 1               | 4                 | 0                 | -                              | -                              | -                              | 2             | 0             | 108   | 6     |
| 2013-2014             | Olympique de Marseille   | Ligue 1               | 11          | 0           | -               | -               | -                 | -                 | -                              | -                              | -                              | 1             | 0             | 12    | 0     |
| 2014-2015             | Olympique de Marseille   | Ligue 1               | 33          | 0           | 1               | 0               | 1                 | 0                 | -                              | -                              | -                              | 4             | 0             | 39    | 0     |
| 2015-2016             | Olympique de Marseille   | Ligue 1               | 19          | 0           | 2               | 1               | -                 | -                 | C3                             | 3                              | 0                              | -             | -             | 24    | 1     |
| Sous-total            | Sous-total               | Sous-total            | 63          | 0           | 3               | 1               | 1                 | 0                 | -                              | 3                              | 0                              | 5             | 0             | 75    | 1     |
| 2016-2017             | Watford FC               | Premier League        | -           | -           | 2               | 0               | -                 | -                 | -                              | -                              | -                              | -             | -             | 2     | 0     |
| Sous-total            | Sous-total               | Sous-total            | -           | -           | 2               | 0               | -                 | -                 | -                              | -                              | -                              | -             | -             | 2     | 0     |
| 2017-2018             | Racing Club de Lens      | Ligue 2               | 11          | 0           | 3               | 0               | -                 | -                 | -                              | -                              | -                              | -             | -             | 14    | 0     |
| Sous-total            | Sous-total               | Sous-total            | 11          | 0           | 3               | 0               | -                 | -                 | -                              | -                              | -                              | -             | -             | 14    | 0     |
| 2018-2019             | MKE Ankaragücü           | Süper Lig             | 19          | 0           | -               | -               | -                 | -                 | -                              | -                              | -                              | -             | -             | 19    | 0     |
| Sous-total            | Sous-total               | Sous-total            | 19          | 0           | -               | -               | -                 | -                 | -                              | -                              | -                              | -             | -             | 19    | 0     |
| 2019-2020             | Kayserispor              | Süper Lig             | 31          | 0           | 2               | 0               | -                 | -                 | -                              | -                              | -                              | -             | -             | 33    | 0     |
| Sous-total            | Sous-total               | Sous-total            | 31          | 0           | 2               | 0               | -                 | -                 | -                              | -                              | -                              | -             | -             | 33    | 0     |
| 2020-2021             | Samsunspor               | 1.Lig                 | 18          | 1           | -               | -               | -                 | -                 | -                              | -                              | -                              | -             | -             | 18    | 1     |
| 2021-2022             | Denizlispor              | 1.Lig                 | 12          | 1           | 1               | 0               | -                 | -                 | -                              | -                              | -                              | -             | -             | 13    | 1     |
| Total sur la carrière | Total sur la carrière    | Total sur la carrière | 246         | 7           | 20              | 2               | 5                 | 0                 | -                              | 3                              | 0                              | 7             | 0             | 281   | 9     |

### Liste des matches internationaux
| Matches internationaux de Brice Dja Djédjé | Matches internationaux de Brice Dja Djédjé | Matches internationaux de Brice Dja Djédjé | Matches internationaux de Brice Dja Djédjé | Matches internationaux de Brice Dja Djédjé | Matches internationaux de Brice Dja Djédjé | Matches internationaux de Brice Dja Djédjé |
|                                            | Date                                       | Lieu                                       | Adversaire                                 | Résultat                                   | Compétition                                |                                            |
| ------------------------------------------ | ------------------------------------------ | ------------------------------------------ | ------------------------------------------ | ------------------------------------------ | ------------------------------------------ | ------------------------------------------ |
| 1.                                         | 14 août 2013                               | MetLife Stadium, East Rutherford           | Mexique                                    | 4 - 1                                      | Match amical                               |                                            |
| 2.                                         | 7 septembre 2013                           | Stade Félix-Houphouët-Boigny, Abidjan      | Maroc                                      | 1 - 1                                      | Qualif CDM 2014                            |                                            |
| 3.                                         | 31 mai 2014                                | Edward Jones Dome, Saint-Louis             | Bosnie-Herzégovine                         | 2 - 1                                      | Match amical                               |                                            |
| 4.                                         | 6 septembre 2014                           | Stade Félix-Houphouët-Boigny, Abidjan      | Sierra Leone                               | 0 - 1                                      | Éliminatoires CAN 2015                     |                                            |
| 5.                                         | 10 septembre 2014                          | Stade Ahmadou-Ahidjo, Yaoundé              | Cameroun                                   | 4 - 1                                      | Éliminatoires CAN 2015                     |                                            |
| 6.                                         | 11 octobre 2014                            | Stade des Martyrs, Kinshasa                | RD Congo                                   | 0 - 1                                      | Éliminatoires CAN 2015                     |                                            |
| 7.                                         | 15 octobre 2014                            | Stade Félix-Houphouët-Boigny, Abidjan      | RD Congo                                   | 0 - 1                                      | Éliminatoires CAN 2015                     |                                            |

## Palmarès

### En club
Avec l'Évian Thonon Gaillard FC, il est Champion de  France de Ligue 2 2011 puis finaliste de la Coupe de France en 2013 mais s'incline face au Girondins de Bordeaux trois buts à deux. Parti ensuite à l'Olympique de Marseille, il est finaliste de la Coupe de France en 2016 perdu contre le Paris Saint-Germain.

### Distinctions personnelles
Il est membre de l'équipe type des 10 ans du Football Croix-de-Savoie 74 élue par les lecteurs du Dauphiné libéré en 2013.